# 紀元前648年
紀元前648年（きげんぜん648ねん）は、西暦（ローマ暦）による年。紀元前1世紀の共和政ローマ末期以降の古代ローマにおいては、ローマ建国紀元106年として知られていた。紀年法として西暦（キリスト紀元）がヨーロッパで広く普及した中世時代初期以降、この年は紀元前648年と表記されるのが一般的となった。

## 他の紀年法
- 干支 : 癸酉
- 日本
  - 皇紀13年
  - 神武天皇13年
- 中国
  - 周 - 襄王4年
  - 魯 - 僖公12年
  - 斉 - 桓公38年
  - 晋 - 恵公3年
  - 秦 - 穆公12年
  - 楚 - 成王24年
  - 宋 - 襄公3年
  - 衛 - 文公12年
  - 陳 - 宣公45年
  - 蔡 - 穆侯27年
  - 曹 - 共公5年
  - 鄭 - 文公25年
  - 燕 - 襄公10年
- 朝鮮
  - 檀紀1686年
- ユダヤ暦 : 3113年 - 3114年

## できごと

### 中国
- 楚軍が黄を滅ぼした。
- 周の襄王が王子帯を討ち、王子帯は斉に亡命した
- 斉の桓公が管仲を派遣して周と戎を講和させ、さらに隰朋（中国語版）を派遣して晋と戎を講和させた。管仲は下卿の礼を受けて帰国した。

### アッシリア
- アッシュルバニパルは反乱を起こしたバビロンを包囲し、陥落させた。兄に敗れたバビロン王シャマシュ・シュム・ウキンは自害したとされる。

## 死去
- シャマシュ・シュム・ウキン
- 陳の宣公